# Rikke Holm
Rikke Holm (22 de março de 1972) é uma ex-futebolista dinamarquesa que atuava como defensora.

## Carreira
Rikke Holm representou a Seleção Dinamarquesa de Futebol Feminino, nas Olimpíadas de 1996. 